# Ljunglyckorna

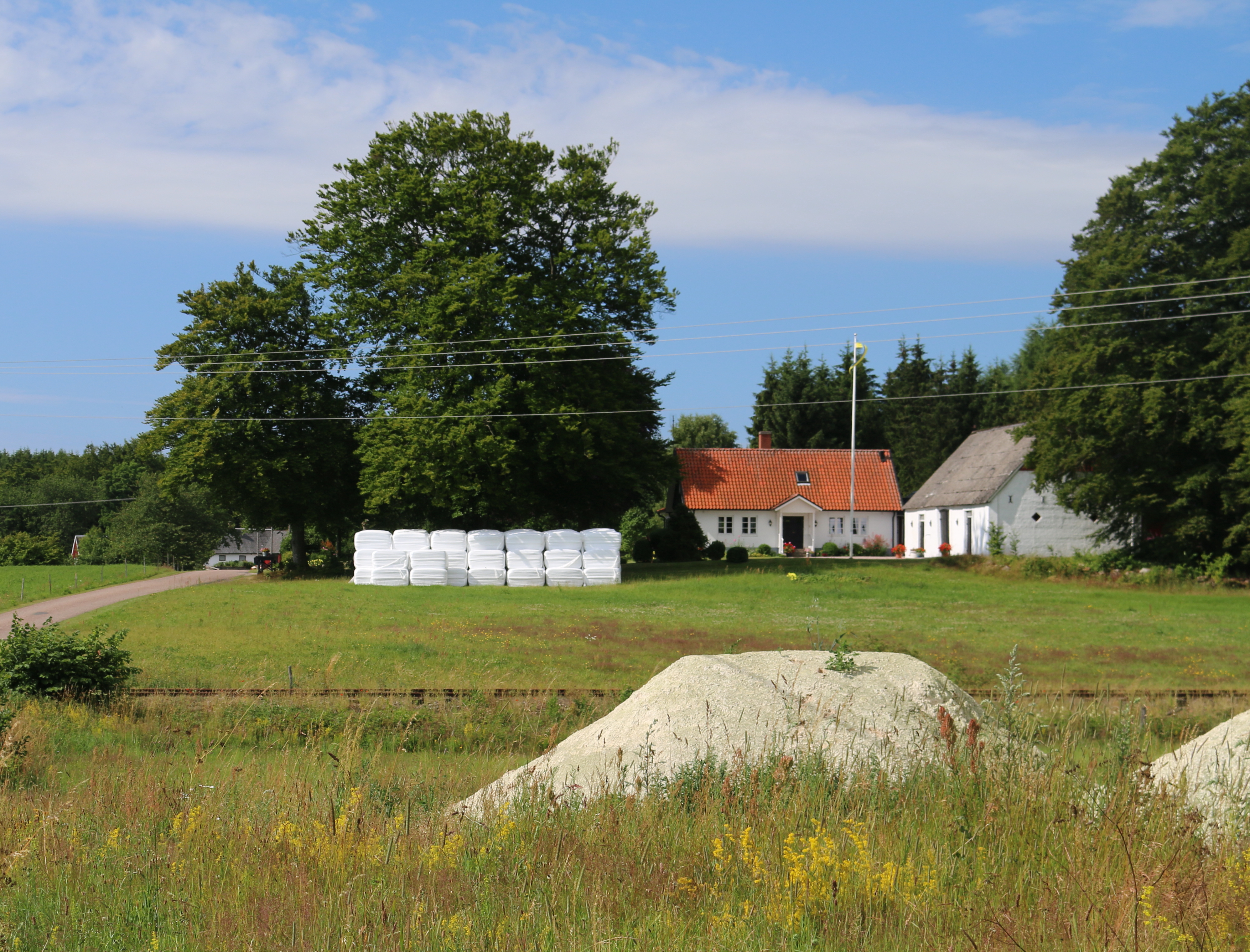
Ljunglyckorna

Ljunglyckorna är en ort och en bokskog på Österlen i Sankt Olofs socken, Simrishamns kommun. Tidigare har man kunnat åka museirälsbuss genom bokskogen, men detta lades ner 1990. År 1997 invigdes järnvägen för dressincykling. Tillsammans med bebyggelsen Raskarum i norr ingår bebyggelsen i Ljunglyckorna i småorten Raskarum och Ljunglyckorna.